# Piraí (kommun)
Piraí är en kommun i Brasilien.   Den ligger i delstaten Rio de Janeiro, i den sydöstra delen av landet, 900 km sydost om huvudstaden Brasília. Antalet invånare är 26 309.
Följande samhällen finns i Piraí:
- Piraí

I omgivningarna runt Piraí växer i huvudsak städsegrön lövskog. Runt Piraí är det glesbefolkat, med 12 invånare per kvadratkilometer.